# 烏利昌卡河
烏利昌卡河（烏克蘭語：Уличанка）是烏克蘭的河流，位於該國西部，屬於科洛德尼察河的左支流，發源自多布羅霍斯蒂夫西南面，流經利沃夫州，河道全長24公里，流域面積85平方公里。